# Sinagoga di Moncalvo

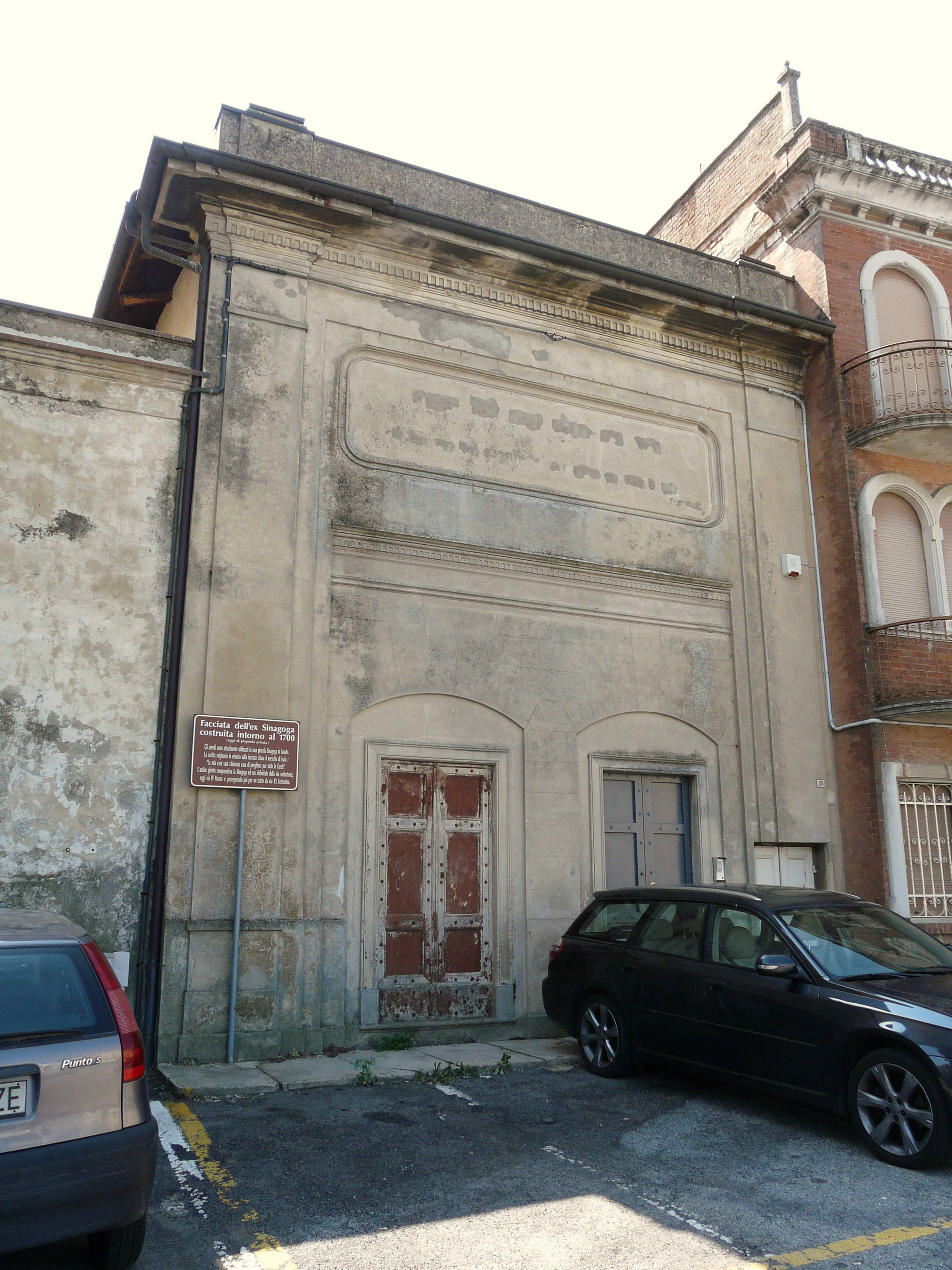
La facciata dell'ex-sinagoga prima dei restauri

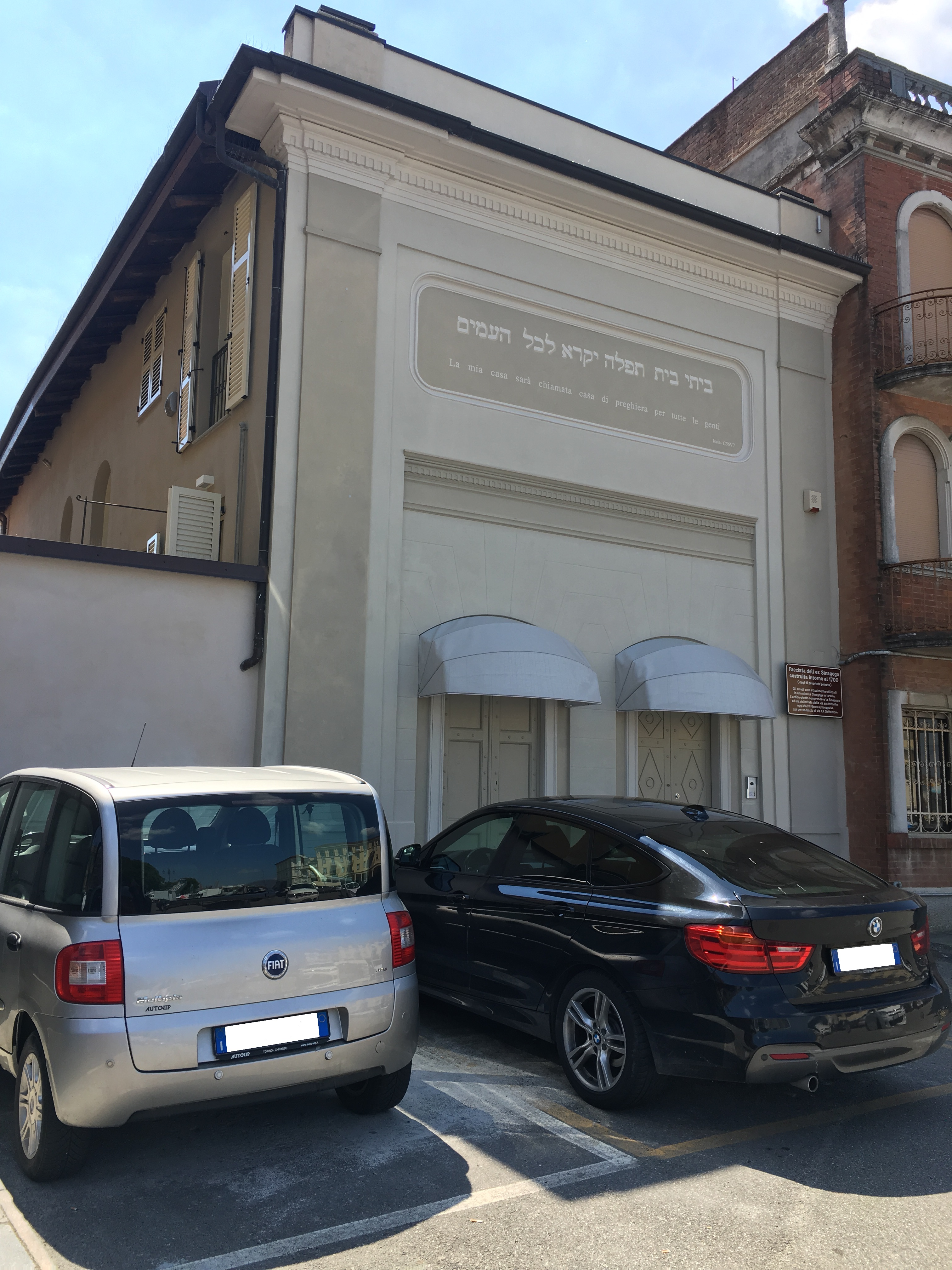
La facciata dell'ex sinagoga dopo i restauri (foto maggio 2018)

La sinagoga di Moncalvo, oggi dismessa, è situata in piazza Carlo Alberto.

## La storia
Quando nel 1732 fu creato il ghetto di Moncalvo, fu edificata anche la sinagoga. Come tutte le sinagoghe di ghetto, l'edificio di culto si trovava all'interno dell'area chiusa, privo di qualsiasi segno di riconoscimento esteriore e con accesso interno dal ghetto stesso. Con l'emancipazione del 1848, la sinagoga poté darsi nel 1860 una facciata monumentale sul lato esterno al ghetto che si affacciava su piazza Carlo Alberto. La facciata, molto semplice, consiste di due portali simmetrici, sormontati da una grande iscrizione in ebraico e italiano: "La mia casa sarà chiamata casa di preghiera per tutte le genti" (Isaia 56,6).
Con la scomparsa della comunità, la sinagoga fu smantellata nel 1951 e trasformata in magazzino. Lo splendido soffitto ligneo e i preziosi arredi furono trasferiti in Israele, dove si trovano tuttora nella sinagoga di rito italiano a Ramat Gan, nei sobborghi di Tel Aviv. La facciata con l'iscrizione sbiadita e malamente scalpellata è tutto quanto rimane oggi visibile dell'edificio di culto.
Si tratta dell'unica sinagoga d'Europa che insiste sulla piazza principale della città in cui è situata.
La facciata dell'ex-sinagoga è stata recuperata nel 2014, grazie anche alla famiglia Bergagna.